# Купер, Рой
Рой Асберри Купер III (англ. Roy Asberry Cooper III; род. 13 июня 1957, Нашвилл, Северная Каролина) — американский политик, губернатор Северной Каролины (2017–2025), представляющий Демократическую партию, до избрания на эту должность был генеральным прокурором и членом Сената Северной Каролины. 
На губернаторских выборах 2016 года был соперником действующего губернатора Патрика Маккрори и одержал победу с разницей в 10 281 голос. Маккрори признал поражение лишь 5 декабря 2016 года, почти через месяц после выборов.